# Domingo de Andrade
Pour les articles homonymes, voir Andrade.

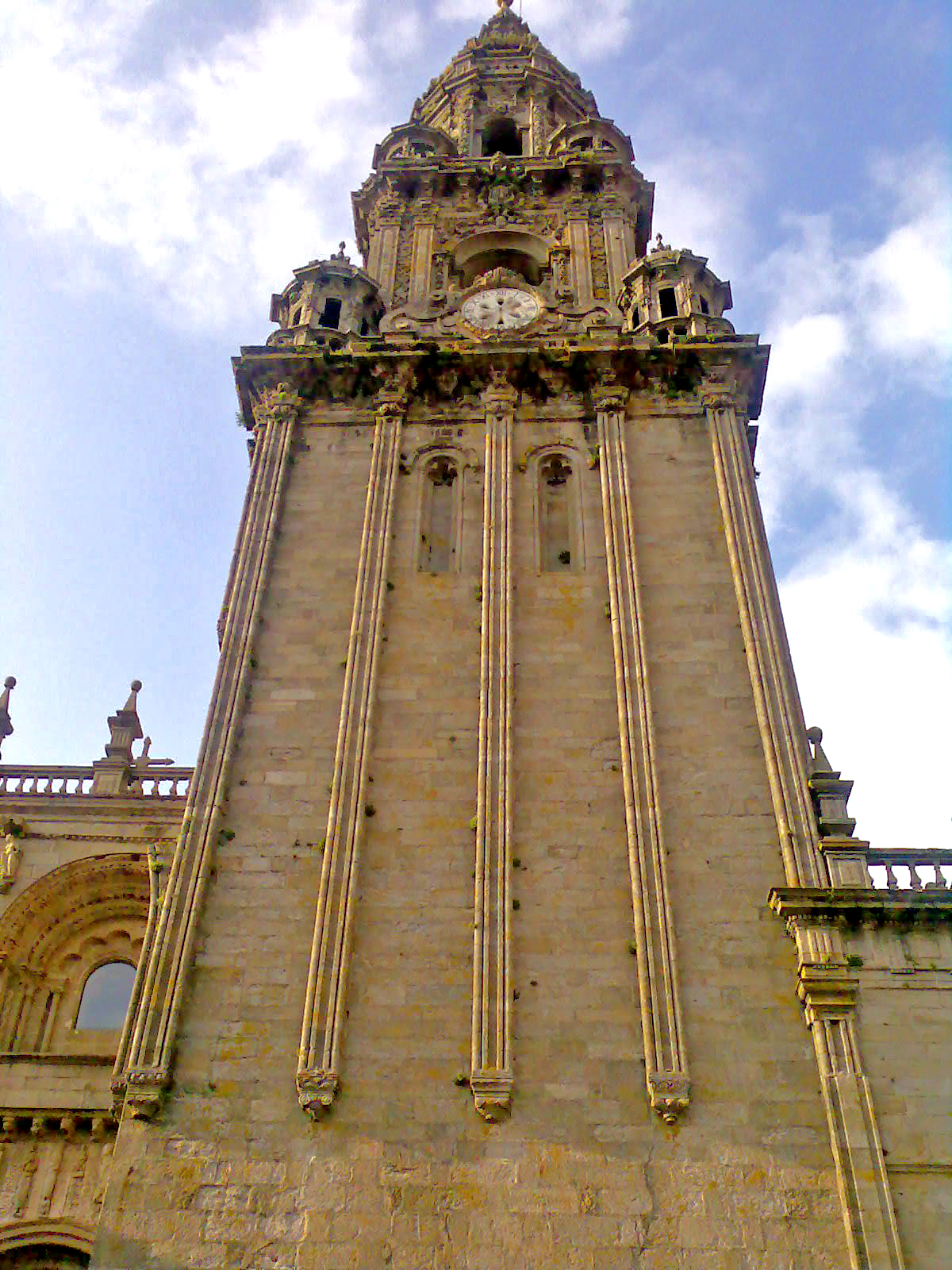
Torre da Berenguela ou do Reloxo, tour de la cathédrale de Saint-Jacques-de-Compostelle

Domingo Antonio de Andrade  (Cee, 1639 - Saint-Jacques-de-Compostelle, 1712) est un architecte et sculpteur représentatif du baroque en Galice (Espagne). Il a étudié à la Faculté des arts de l'université de Saint-Jacques-de-Compostelle.
Il a exécuté plusieurs ouvrages de la cathédrale de Saint-Jacques-de-Compostelle, dont l'un des premiers est la Tour de l'Horloge (en galicien Torre da Berenguela ou Torre do Reloxo). Il a travaillé à la cathédrale de Lugo. Il est aussi l'auteur de l'escalier en colimaçon de l'ancien couvent de Santo Domingo de Bonaval, devenu musée du peuple galicien.